# Convolvulus tedmoorei
Convolvulus tedmoorei är en vindeväxtart som beskrevs av R.W.Johnson. Convolvulus tedmoorei ingår i släktet vindor, och familjen vindeväxter. Inga underarter finns listade i Catalogue of Life.